# 伊格拉德拉塞雷纳
伊格拉德拉塞雷纳，是西班牙埃斯特雷马杜拉巴达霍斯省的一个市镇。总面积58平方公里，总人口1198人（2001年），人口密度21人/平方公里。